# 桜美林中学校・高等学校
桜美林中学校・高等学校（おうびりんちゅうがっこう・こうとうがっこう、英: J.F.Oberlin Junior and Senior High School）は、東京都町田市常盤町にある男女共学の私立中高一貫校。ユネスコスクール。本校を創立した清水安三の故郷に位置する滋賀県高島市立湖西中学校とは姉妹校である。

## 沿革
- 1946年 : （昭和21年） 桜美林学園設立、高等女学校を設置
- 1947年 : 学制改革により桜美林中学校に改組
- 1948年 : 学制改革により桜美林高等学校に改組

## 部活動の主な実績
- 硬式野球部
  - 1967年 第39回選抜高等学校野球大会出場
  - 1973年 第45回選抜高等学校野球大会出場（元TBSアナウンサー林正浩が在籍）
  - 1976年 第58回全国高等学校野球選手権大会初出場・優勝
  - 1977年 第49回選抜高等学校野球大会出場
  - 1977年 第59回全国高等学校野球選手権大会出場
  - 1981年 第53回選抜高等学校野球大会出場
  - 1983年 第55回選抜高等学校野球大会出場
  - 1998年 第80回全国高等学校野球選手権大会出場
  - 2001年 第73回選抜高等学校野球大会出場
  - 2002年 第84回全国高等学校野球選手権大会出場

- ダンス部 
  - 2009年 『夏の日本高校ダンス部選手権』全国大会・東日本大会準優勝

- 高校吹奏楽部
  - 2013年　東京都高等学校アンサンブル・コンテスト　打楽器五重奏　金賞受賞・木管八重奏　銀賞
  - 2013年2月11日　東京ディズニーリゾートミュージックフェスティバル出演
  - 2013年2月24日　マーチングステージ全国大会出場　　
  - 2016年     東京都高等学校アンサンブルコンテスト サクソフォン四重奏 金賞受賞 クラリネット八重奏 金賞受賞
  - 2017年     東京都高等学校アンサンブルコンテスト  木管八重奏 銀賞 クラリネット四重奏 金賞受賞
  - 2017年     東京ディズニーリゾートミュージックフェスティバルプログラム出演
  - 2018年     東京都高等学校アンサンブルコンテスト  クラリネット五重奏 金賞 サックス四重奏 金賞受賞
  - 2018年    東京都アンサンブルコンテスト(全日本予選) クラリネット五重奏 銅賞受賞
  - 2018年6月20日    東京ディズニーリゾートドリーマーズオンステージ出演

## 交通
出典 : 
鉄道
- JR横浜線 淵野辺駅より徒歩30分

路線バス
| 乗車停留所       | 系統       | 下車停留所       | 運行事業者 |
| ---------------- | ---------- | ---------------- | ---------- |
| 淵野辺駅北口     | 淵30・淵67 | 「桜美林学園」   | ■神奈中    |
| 町田バスセンター | 町32・町34 | 「桜美林学園」   | ■神奈中    |
| 町田バスセンター | 町38・町39 | 「桜美林学園東」 | ■神奈中    |
| 町田バスセンター | 町29       | 「桜美林学園前」 | ■神奈中    |

スクールバス
- JR横浜線 淵野辺駅および京王相模原線・小田急多摩線・多摩モノレール 多摩センター駅よりスクールバスを運行

## 著名な関係者
創立者
- 清水安三

出身者
- 野島隆久（ピーシーデポコーポレーション創業者・社長、イージェーワークス会長）
- ホキ徳田（ヘンリー・ミラー夫人。元ジャズ歌手）
- 本田路津子（フォークシンガー）
- 鈴木麗子（声優）
- 大川めぐみ（元女優）
- 前田愛（女優）
- 前田亜季（女優）
- 古今亭菊千代（女流落語家落語協会会員、大学は文学部卒）
- 林正浩（TBSアナウンサー）
- 荒井千里（元フリーアナウンサー）
- 岡本妙子（パーソナリティ）
- 夏木陽介（俳優）
- 蔡兆申（物理学者・2004年仁科記念賞受賞）
- 諸星裕（桜美林大学大学院教授・コメンテーター）
- 野田正義（社会人野球・元TDK所属）
- 荻野忠寛（プロ野球選手・千葉ロッテマリーンズ→日立製作所）
- 足立祐一（プロ野球選手・東北楽天ゴールデンイーグルス）
- 吉崎清富（現代音楽作曲家）
- 岡崎礼（俳優、反ワクチン・陰謀論者）
- 佐々木基樹（プロボクサー）
- 佐々木クリス（ヒップホップアーティスト、NBAアナリスト）
- 福田麻由子（女優）
- 北村花絵（テレビ静岡アナウンサー）
- 小野寺結衣 (タレント)
- 谷本和優（俳優）
- 桑田真樹 (プロ野球選手・独立リーグ選手)
- 百音 (ケータイ小説家)
- 松元環季（元子役）
- 鈴木純一郎（元子役）
- 近藤紘子（広島原爆の被爆者）
- 秋山るな（声優）

## 提携校
- 高島市立湖西中学校（清水安三の出身校）